# Пренґово-Жулавське
Пренґово-Жулавське (пол. Pręgowo Żuławskie) — село в Польщі, у гміні Новий Став Мальборського повіту Поморського воєводства.
Населення — 73 особи (2011).
У 1975-1998 роках село належало до Ельблонзького воєводства.

## Демографія
Демографічна структура станом на 31 березня 2011 року:
|          | Загалом | Допрацездатний вік | Працездатний вік | Постпрацездатний вік |
| -------- | ------- | ------------------ | ---------------- | -------------------- |
| Чоловіки | 38      | 11                 | 26               | 1                    |
| Жінки    | 35      | 10                 | 16               | 9                    |
| Разом    | 73      | 21                 | 42               | 10                   |